# Wanroij
Wanroij (dialect: Wangroj (met korte o)) is een Nederlands dorp in de Noord-Brabantse gemeente Land van Cuijk, gelegen in het noordoosten van deze provincie. Op 1 januari 2023 telde het dorp 2.990 inwoners, verdeeld over 1.236 woningen, met een gemiddelde WOZ-waarde van € 388.000, op een oppervlakte van 20,56 km².

## Toponymie
De naam Wanroij (Wan-Rooij) betekent waarschijnlijk 'slechte grond'. Het woord 'roij' is verwant aan 'rooien' of '-rode', een open plek in een bos. 'Wan' zou dan 'slecht' betekenen. Tegenwoordig echter wordt het voorvoegsel 'Wan' eerder verklaard als een eigennaam: de Germaanse naam 'Wano'.
Oude spellingswijzen zijn: Wanraay,Wanrode, Wanrade, Wanraden en Wanraij. De laatste spelling was nog tot ongeveer 1800 in gebruik.

## Geschiedenis
De naam Wanroij werd voor het eerst vernoemd in 1265. Een zekere Bertradis van Wanrode ondertekende toen, samen met haar zoon Johan, een oorkonde.
Wanroij behoorde tot het Land van Cuijk, en samen met Mill en Sint Hubert vormde het een schepenbank.
Vanaf de Franse tijd was Wanroij een zelfstandige gemeente. In 1942 werd deze uitgebreid met onder meer de kerkdorpen Rijkevoort en Landhorst, welk laatste dorp pas in 1945 een officiële kern werd. Bij de herindelingen van 1994 kwam dit gebied bij de fusiegemeente Sint Anthonis. Behalve Rijkevoort, dat is overgegaan naar de gemeente Boxmeer.
Vanouds was de parochie van Wanroij gewijd aan de Heilige Cornelius. Van 1817 tot 1966 sierde deze heilige dan ook het Wapen van Wanroij. Daarna kwam er een nieuw gemeentewapen, waarin ook de patroonheiligen van de twee andere kerkdorpen (Rochus en Paulus) recht werd gedaan.
Wanroij heeft lange tijd zeer geïsoleerd gelegen. Omstreeks 1850 worden binnen het dorp de eerste wegen verhard, in 1891 komen de eerste straatlantaarns en pas in 1922 kwam de eerste verharde interlokale weg tot stand, namelijk die naar Haps. Vanaf 1925 vonden grote ontginningen plaats en werd de Peel grotendeels in naaldbos en vooral landbouwgrond omgezet.
Het aantal inwoners bedroeg gedurende de gehele 19e eeuw omstreeks 1100. In 1942, voor de samenvoeging, waren dat er 1895. Door de samenvoeging werden dit er 3000, een aantal dat in 1989 was opgelopen tot 5000 voor de drie dorpen samen.

## Bezienswaardigheden

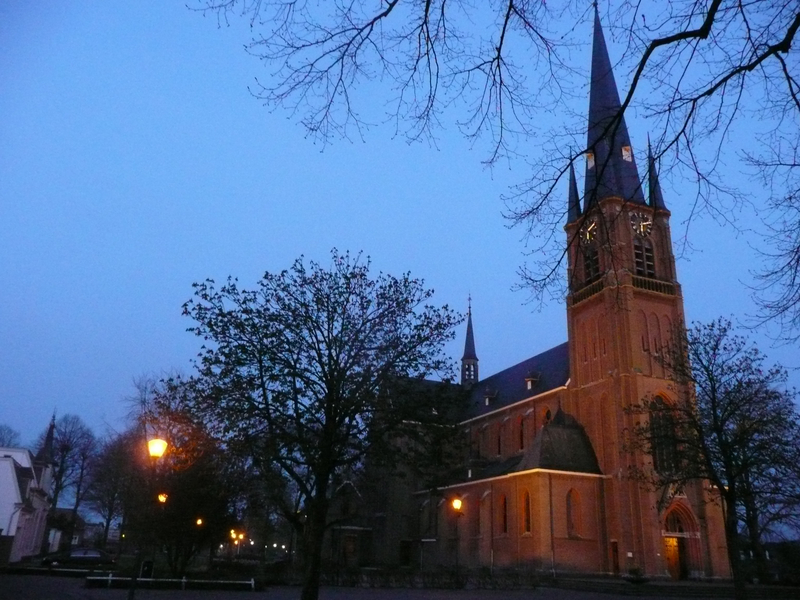
Sint-Corneliuskerk

- De Sint-Corneliuskerk, een neogotische kerk uit 1910.
- Enkele monumentale huizen aan het Kerkplein en de Lepelstraat.
- Herenhuis uit 1860, Millseweg 2.
- De Hamse Molen of Molen "De Ster", een standerdmolen uit 1811.
- De Corneliushof in de voormalige kloostertuin is aangelegd in 1984 door de plaatselijke IVN-afdeling. Het is een heemtuin die de landschappelijke aspecten van de omgeving van Wanroij toont. De tuin is omsloten door een muur, waarvan een deel afkomstig is van de achterzijde van de voormalige schuurkerk. Hierin bevindt zich de nis waarin vroeger het Tabernakel werd bewaard. Het bevat nu een houten beeld van de Heilige Cornelius, de patroonheilige van het dorp. Dit beeld is vervaardigd door Jull van de Kolk, een kunstenaar die in Wanroij heeft gewoond. Het wordt geflankeerd door twee afbeeldingen van dezelfde kunstenaar, voorstellende "landbouw" en "educatie", naar schilderijen van Pieter Bruegel de Oude.
- Beeldengroep en fontein "Vrouwen van de Bron", een groep van drie bronzen beelden uit 1998 door Karel Zijlstra, op het Giesenplein.
- Beeld "De Pad", een bronzen beeld van Antoinette Briët uit 2008, aangeboden door de Carnavalsvereniging "De Blauwpadden", eveneens op het Giesenplein.

## Economie
Vroeger was de landbouw de belangrijkste bestaansbron. Daarna werd turf gestoken in de aangrenzende Peel. Dit leidde weleens tot onenigheid met aangrenzende dorpen. Naast boeren waren er wevers, leerlooiers, brouwers en spinners. Ook waren er twee molens. Rogge en aardappelen waren de meest verbouwde gewassen, maar veehouderij was het belangrijkst.
Economisch ging het de gemeente in de 19e eeuw niet slecht, omdat men grote stukken grond in bezit had, die men kon verpachten.
De meeste bedrijvigheid is ook nu nog gerelateerd aan de agrarische sector. Reeds in 1907 kwam de Stoomzuivelfabriek "Sint-Cornelius" tot stand. De productie hiervan werd in 1949 overgebracht naar Rijkevoort. Een silo van een mengvoederbedrijf van de Boerenbond (1978) aan de Molenstraat kwam ervoor in de plaats en domineerde lang het dorpsbeeld, totdat deze gesloopt werd in 2023. In 1981 kwam er een tweede mengvoederfabriek en ook een KI-station.
Het toerisme zorgt eveneens voor werkgelegenheid. In 1853 kwam de eerste herberg.

## Natuur en landschap
Een deel van de omgeving van Wanroij bestaat uit ontginningen. Ten noordoosten ligt de ontginning van het Wanroijse Broek, vroeger een drassig gebied waar veel ijzeroer werd gewonnen. Het gebied wordt tegenwoordig ontwaterd door de Lage Raam.
Ten zuidwesten liggen Peelontginningen. Van zuidoostelijke naar noordwestelijke richting ligt een overgangsgebied, waar al gedurende langere tijd landbouw werd bedreven en waar het oude wegenpatroon nog intact is.
In het westen ligt, op het grondgebied van Mill, het natuurgebied Molenheide.
Naar het zuiden ligt een afwisselend gebied met gemengd bos en singels, dat behoort tot het voormalig Gemeentebos Wanroij en dat in totaal 240 ha beslaat. De Lage Raam heeft hier het karakter van een schilderachtig beekje en kent enkele kleine watervalletjes en stroomversnellingen, waar over betrekkelijk korte afstand een verval van 4 meter bestaat aan de oostrand van de Peel. Naar het zuiden aansluitend vindt men het Sint Anthonisbos.
Vanuit het centrum van Wanroij is een wandeling van 12 km uitgezet die langs en door de natuurgebieden loopt.

## Recreatie
Het recreatiecentrum "De Bergen" is ontstaan in de jaren zestig van de 20e eeuw. Oorspronkelijk bedoeld voor de eigen inwoners is het is uitgegroeid tot een recreatievoorziening voor de wijde regio. Het kent een gedeelte voor dagrecreatie met onder andere een 6 ha groot natuurzwembad, een grote speeltuin en een camping waar in hoogtijdagen meer mensen campinggast zijn dan Wanroij inwoners heeft.

## Verenigingsleven
| Sport  | Faciliteiten     | Vereniging   |
| ------ | ---------------- | ------------ |
| Tennis | 4 kunstgrasbanen | T.V. de Raam |

Wanroij kent een rijk verenigingsleven: handbalclub, buurtverenigingen, muziekverenigingen, voetbalclub, tennisvereniging, volleybalclub, carnavalsvereniging, gymnastiekvereniging, fotoclub, heemkundevereniging, zangclub, motorcrossclub, judoclub, toneelvereniging en biljartclub.
Er is in Wanroij een gemeenschapshuis waar allerlei activiteiten plaatsvinden, geheten "Het Wapen van Wanroij"; bij de oudere bewoners staat dit nog steeds bekend onder de naam "t Paternaot". Ook zijn er enkele horecagelegenheden.
- Biljartclub De Carambol
- Biljartclub Nooit Volleerd
- Biljartclub De Verzamelaars
- Handbalvereniging H.V.W. Gebr. Centen Bouw (Handbal Vereniging Wanroij, opgericht in 1981)
- Judovereniging Yama Arashi (opgericht in 1977)
- Muziekvereniging 'St. Jan' (opgericht 1912)
- Tennisvereniging de Raam (opgericht in 1969)
- Voetbalvereniging WVV Constantia (Wanroijse Voetbal Vereniging, opgericht in 1925)

Voormalige verenigingen
- Badmintonclub 't Pupke

## Evenementen
Jaarlijkse hoogtepunten in Wanroij zijn het carnaval, het Waanzinnig Wanroij, de rommelmarkt (laatste weekeinde van juli) en de kermis (eerste weekeinde van augustus).

## Geboren in Wanroij
- Jos van de Kolk (1879-1931), missionaris in Nederlands Nieuw-Guinea en Nederlands-Indië
- Juul van de Kolk (1929-2018), beeldend kunstenaar
- Paul Verhoeven (1955), VVD-politicus

## Woonachtig geweest in Wanroij
- Philip Heijnen (2000), baanwielrenner
- River Waldenmaier (1969), bekende youtuber

## Foto's

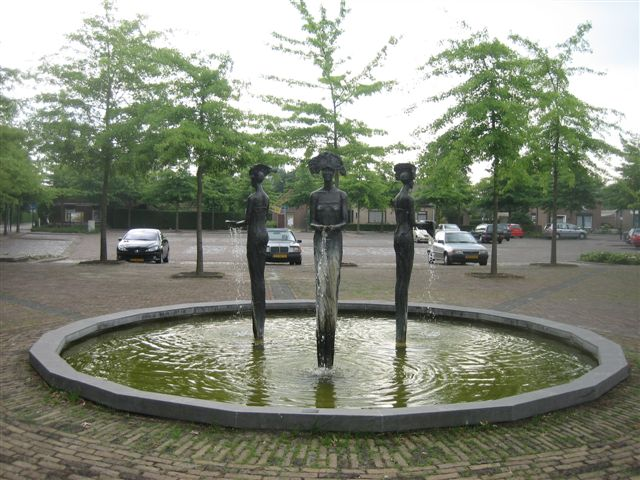
Beeldengroep/fontein Vrouwen van de bron
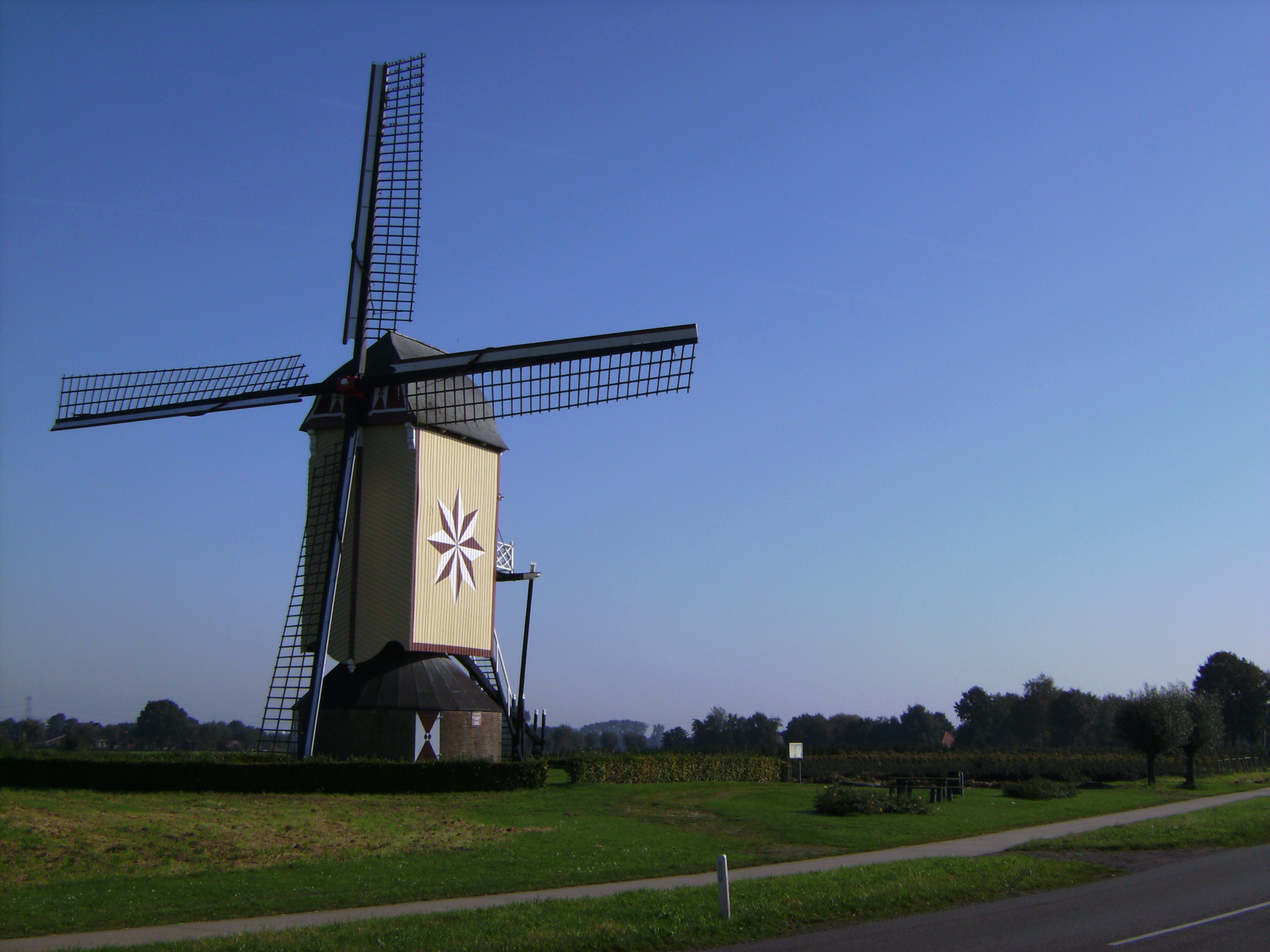
De Hamse Molen
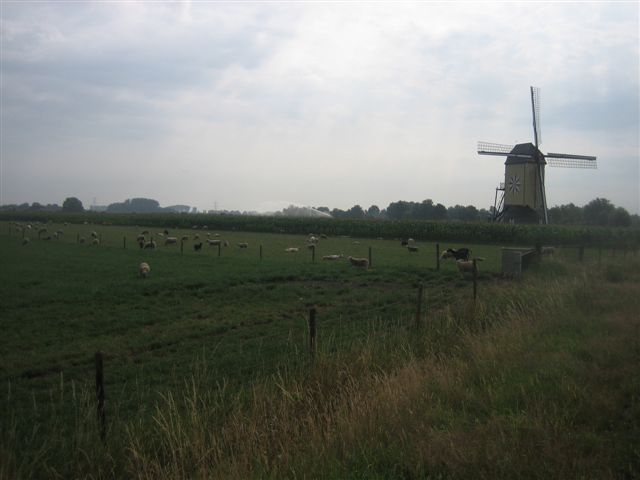
Blik op de molen vanaf centrum
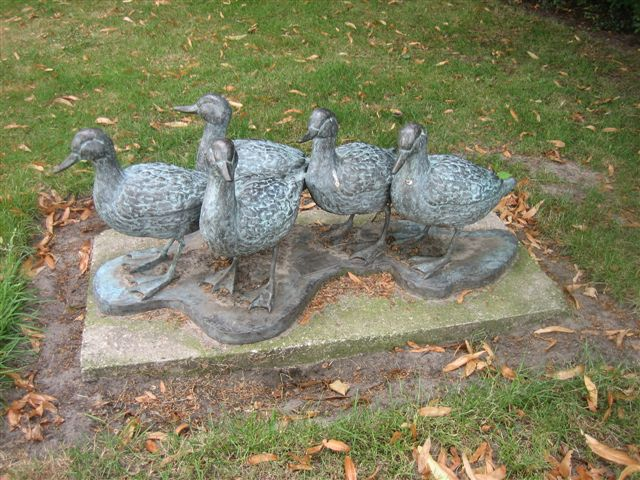
De Eenden
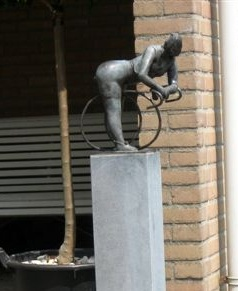
De Fietser

## Nabijgelegen kernen
Sint Hubert, Haps, Rijkevoort, Ledeacker, Landhorst, Wilbertoord